# Supercopa de Alemania 2010
La DFL-Supercup 2010 fue la primera edición de la Supercopa de Alemania desde que se retomó la competición, luego de 14 años de no realizarla de manera oficial. El partido se jugó el 7 de agosto de 2010 y participaron el FC Bayern Múnich como campeón de la Bundesliga 2009-10 y de la DFB-Pokal 2009-10, y el Schalke 04, subcampeón de la Bundesliga 2009-10. La final se disputó a partido único en el Impuls Arena, en la ciudad de Augsburgo.

## Equipos participantes
| FC Schalke 04    |  |  |  | Subcampeón de la 1. Bundesliga 2009-10                               |
| FC Bayern Múnich |  |  |  | Campeón de la 1. Bundesliga 2009-10 y de la Copa de Alemania 2009-10 |

## Partido

### Ficha
|                                     |
| Bandera del Estado Libre de Baviera |
| Campeón Bayern Múnich 3.er título   |